# Sumxu

El sumxu, gato chino de orejas cortas, gato de orejas caídas, o gato de orejas colgantes, son todos nombres para referirse a su característica resaltante, sus orejas pendulantes; una criatura posiblemente mítica, de pelaje largo, de orejas cortas parecidas a un gato, ahora considerado extinto, si es que de hecho existió. Las descripciones están basadas en historias de viajeros, en un espécimen vivo según se dice llevado a Hamburgo por un marinero, y en un espécimen de taxidermia exhibido en Alemania. Los gatos eran presuntamente valorados como mascotas, pero eran también descritos como fuentes de alimento.  El último reporte fue hecho en 1938. Se cree por algunos que ha fue una mutación similar a la del  Fold escocés. El nombre sumxu originalmente describía  a la marta de garganta amarilla, pero una serie de malas traducciones causó que el nombre pasase ser aplicado al alegado gato o animal.

## Descripción

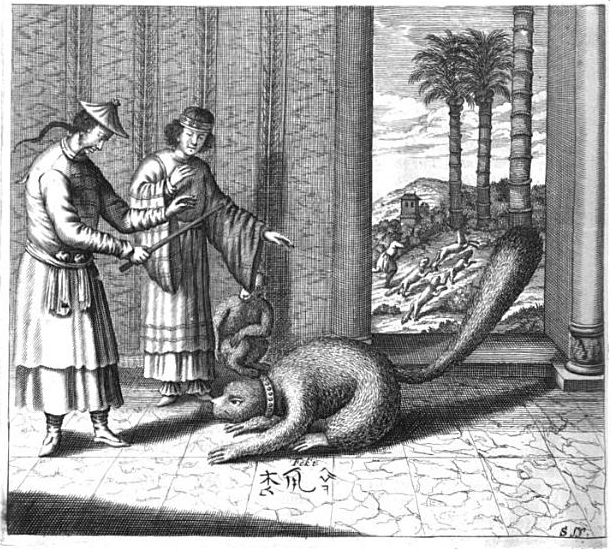
Sumxu, descrito como "similar a los gatos" en China Illustrata de Atanasio Kircher. El título chino, 松鼠, sufrió en el proceso de ser copiado por un artista no familiarizado con la escritura china.

Michael Boym (ca. 1612-1659), un misionero jesuita polaco  en el sur de China, fue el primer occidental en  describir al sumxu en su libro ilustrado Flora Sinensis (1656). Sum xu fue la interpretación portuguesa de  songshu, significando "rata de pino" y la descripción apuntaba a la marta de garganta amarilla (Martes flavigula) indígena de la  región.  El gato blanco de orejas cortas, aun así, se dice se encontró en una región del norte del país.  Autores posteriores, copiando y traduciendo historias naturales antiguas, fusionaron a los dos inusuales animales.
El jesuita Italiano Martino Martini había visitado China en 1650 y publicó Novus Atlas Sinensis en 1655. En la sección de la provincia de Pekín, Martini describió una variedad de gato blanco mimado de orejas y pelaje largo encontrado en la región.  La raza fue encontrada una vez en la región alrededor de Pekín y probablemente se parecía a un  Fold escocés. Su descripción de gatos blancos de orejas caídas fue copiada en 1673 por John Ogilby y por autores más posteriores.
Un grabado en el libro de Atanasio Kircher China Monumentis, Qua Sacris qua Profanis (1666) describe el sumxu como parecido a un gato, pero la ilustración se pareció a un oso pequeño con una cola tupida. El grabado esta claramente basado en un cro del Flora Sinensis, en un cual una imagen titulada 松鼠 en chino (esto es chino para "ardilla"; la palabra es transcrita songshu en Hanyu Pinyin moderno, pero sumxu era la manera estándar de transcribir estas sílabas en el siglo XVII) y sum xu en latino. La descripción de Kircher, si no mera fantasía, pudo haber sido basado en reportes de otros escritores (detallado abajo) quiénes se refieren a la criatura como gato de orejas caídas.
En 1736 – 1737, el trabajo de Martini  fue sustituido por los trabajos del imperio chino del  francés Jesuit du Halde. Esto incluida la descripción del gato de orejas caídas blanco de la provincia de Pekín del libro de Martini y permaneció como el libro de referencia estándar por muchos años, siendo copiado por otros autores.  El naturalista Alemán Alfred Brehm dio una descripción muy detallada de la criatura en 1796, basándose en un espécimen que dijo había sido traído de China por un viajero.
En el volumen 4 de su Histoire Naturelle (c. 1767), Georges-Louis Leclerc de Buffon, mencionó las a los gatos de orejas pendulantes de Pe-chi-ly en China y no estaba seguro de que si las variedades negras y amarillas fueran gatos o algún animal domesticado para controlar a las ratas.  Su descripción fue incluida en La Historia Natural del Gato (Volumen 4 de Histoire Naturelle, como se tradujo al inglés por William Smellie en 1781):

Nuestros gatos domésticos, aunque difieren en color,no formar razas distintas. Los climas de España y Siria sólo han producido variedades permanentes: A esto puede ser añadido el clima de Pe-chi-ly en China, donde los gatos tienen pelaje largo y orejas pendulantes, y es el favoritos de las damas. Estos gatos domésticos con orejas pendulantes, del cual tenemos descripciones completas, aún no han sido domesticados completamente, al igual que auellos cuyas orejas están erectas....

Yo anteriormente remarque, que, en China, había gatos con orejas pendulantes. Esta variedad no se encuentra en ningún otro lugar, y quizás es un animal de una especie diferente; para los viajeros, cuándo mencionan un animal llamado Sumxu, el cual es enteramente doméstico, dicen, que lo pueden comparar a nada sino al gato, con el qué tiene un gran parecido. Su color es negro o amarillo, y su pelaje muy brillante y reluciente. Los chinos les colocas collares de plata en los cuellos, y los vuelven extremadamente familiares. Aunque no son comunes, pues dan un alto estatus, dados gracias a su belleza, y porque destruyen ratas.

La fuente de Buffon era abbé Prevôt (escrito en francés), cuya fuente era John Green (escrito en inglés), cuya fuente era francesa Jesuit de Halde (escrito en francés), cuya fuente era el trabajo de  Martini  de 1655.  Por 1777, Buffon había concluido que el gato de orejas caídas era una especie diferente que el gato doméstico y que lo por tanto podría ser la gatuna marta llamada sumxu.  Por ello el nombre sumxu (marta de garganta amarilla encontrada en China del sur) incorrectamente se agregó a supuesta raza de gato o a un animal parecido al gato domésticos en una región del norte. Llegó a esta conclusión porque de Halde había omitido mencionar en su traducción que el animal eran blancos como la leche.  La ilustración de Boym del sumxu no puso atención en sus orejas, mientras que Martini describió las orejas pendulantes  como la característica resaltante  de los gatos blancos de Pe-chi-ly.  Esto fue perpet o a través del siglo XIX e inicios del XX, especialmente por los aficionados a los gatos que buscaban gatos nuevos y exóticos para importar.
En Variación de Animales y Plantas domesticados, Charles Darwin menciona brevemente de  uno de estos en China. En El Gato por Lady Cust (1870) en esta descripción breve:

Bosman relata que en la provincia de Pe-chily, en China, hay gatos con pelaje largo y orejas colgantes, los cuales son altamente estimados por las damas chinas; otros dicen que no es un gato sino un animal llamado "Samxces".

En 1885, el escritor Gaston Percheron sugirió el gato de orejas caídas podría haber sido un híbrido entre un gato y una marta. En 1926, el aficionado a los gatos Lilian J. Veley escribió en la revista Cat Gossip  que el gato Siamés (descrito en estándares de raza para la época como sable y pardo) estuvo relacionado con la marta (descrita como sable y amarilla).  La descripción de Percheron  cambió al gato de orejas caídas de una  mascota mimada alimentada con delicadeces a un animal consumido como delicadez y así, junto con el uso erróneo del nombre sumxu nombre, fue también perpet o por autores posteriores.
Jean Bungartz también describió al animal, como una fuente de alimentación y con muchas suposiciones  Lamarckistas, en su obra  Die Hauskatze, ihre Rassen und Varietäten (Gatos domésticos, sus razas y variedades) del Illustriertes Katzenbuch (Libro Ilustrado de Gatos) en Berlín en 1896:

El gato chino de orejas caídas es de lo más interesante, porque proporciona pruebas de que por continuo desuso de un órgano, el órgano se marchita. Con el gato chino el oído y las orejas se han deteriorado. Michel dice que el chino, no sólo admira al gato en porcelana, sino también lo valora por razones culinarias. Los gatos son considerados como bocados extraordinarios y se disfrutan particularmente con fideos o con arroz. Este gato es criado particularmente para el propósito de producción de carne, y es un preferido bocado chino; esto no es inusual si uno considera que los chinos consumen mucho de lo que repugna el estómago de los europeos. La pobre criatura es confinada en jaulas de bambú y es engordado como un ganso. Hay un extenso comercio con otras partes de Asia y los astutos chinos no permiten que los machos sean exportados para que no exista interferencia de este lucrativo negocio.

Debido a las condiciones restrictivas que han privado el gato de su uso real, su oído se ha reducido porque es ya no le es necesario para cazar su comida. Sin necesidad de estar alerta, no tiene necesidad de un oído agudo para escuchar para cosas escondidas así que su oído se debilitó y como consecuencia natural sus orejas perdieron su aspecto erguido, gradualmente cayendo y convirtiéndose en las orejas colgantes características del gato chino. En la primera impresión esto es sorprendente y entretenido de ver, pero esta impresión se pierde si se ve más detalladamente. Si uno ignora la característica de las orejas, uno ve una belleza similar al gato de Angora: un pelaje  largo, aunque menos abundante, cubriendo el cuerpo. El cabello es sedoso y brillante y el color es normalmente isabelino o un sucio blanco amarillento, a pesar de que algunos tienen la coloración habitual de un gato común. En medida es considerablemente más grande y más fuerte que un gato común. Las orejas cuelgan completamente, como nuestros sabuesos de caza y es grande en comparación al gato.
A pesar de que el gato chino es encontrado en considerables números en su patria, es raramente encontrado en mercados de animales europeos. Solo uno ha sido traído en carne y hueso; lo adquirimos este año cuándo un marinero que regresó de China y lo trajo a  Hamburgo. La ilustración complementaria está basada en este gato. En carácter es como el gato de Angora y un poco apático. Le gusta estar cerca de la calidez del fuego, es bastante sensible a los halagos, tiene mala audición y es más animado cuándo se le da leche o comida. Aparte de sus orejas inusuales, no tiene características realmente atractivas y es un espécimen curioso de gato doméstico.
En el libro de Frances Simpson es El Libro del Gato (1903), el autor contribuyente H. C. Brooke escribió:

Se dice que es una variedad de gato chino qué tiene la particularidad de unas orejas colgantes. Nunca hemos sido capaces de constatar nada definitivo respecto a esta variedad. Algunos años atrás una clase se propuso para estos animales en un espectáculo continental de gatos, fuimos en la esperanza de ver, y si fuese posible adquirir, algunos especímenes; pero desgraciadamente la clase estaba vacía! Vimos un espécimen disecado en un museo Continental, que era un gato de pelaje medio largo, con las orejas que colgando hacia abajo a los lados de la cabeza...

En otro lugar dicen que el espécimen de taxidermia, el que vio en 1882, estaba "medio cubierto con pelaje amarillento", y que lo podría haber sido una falsificación o un gato con sus orejas deformes por antracnosis. En 1926, Brooke escribió en Cat Gossip que desde hace muchos años los espectáculos continentales de gatos ofrecieron premios por los gatos chinos. En cada ocasión, el gato no se materializó y Brooke lo consideró mítico. Otros escritores sugirieron que las orejas plegadas o dobladas eran resultado de daño o hematomas. Brooke escribió que a pesar de que nadie nunca vio al gato, siempre hubo alguien que "su amigo lo había visto". Brooke le fue asegurado por un caballero chino que había conocido solo una vez que " los conocía bien". Brooke y muchos otros aficionados a los gatos contactaron a la Embajada china en el Reino Unido, y el intercambio animal de Carl Hagenbeck en Hamburgo y también un "autor bien conocido, que había vivido por años en China y conocía el país bien", pero sus consultas no dieron frutos.  La búsqueda de este gato fue tan intensa en 1920 que la compañía American Express instruyó a sus representantes en Shanghái y Pekín hacer consultas con los comerciantes de animales salvajes que suministraban a los zoológicos. Tampoco tuvieron éxito  alguno encontrando un gato chino para los aficionados occidentales.  Con todas las vías agotadas finalmente Brooke declaró al gato chino extinto.El último avistamiento reportado fue en 1938 cuándo un gato chino fue importado desde China. En ese momento se creía que la mutación ocurría solo en gatos blancos de pelaje largo.